# Папські регалії та відзнаки

Пересічені ключі відображають у символічній формі ключі Симона Петра. Ключі золоті і срібні, представляють владу зв'язувати (срібло) і дозволяти (золото), дане Церкві. Потрійна корона (тіара) представляє три функції Папи Римського як «верховного пастиря», «верховного вчителя» і «первосвященика». Золотий хрест на кулі (яблуко), що вінчає тіару символізує панування Ісуса

Папські регалії та відзнаки — офіційний одяг і знаки відмінності належні для Папи Римського в його якості глави Римсько-католицької церкви і сувереної держави-міста Ватикан.

## Регалії
Серед регалій пап найвідомішою є Triregnum (корона з трьома рівнями), також звана тіарою або потрійною короною. Павло VI використовував її 30 червня 1963 на коронації, яка була тоді частиною Папської інтронізації. Протягом декількох сторіч, римські папи носили її під час процесій, як при відвідуванні або залишенні Собору Святого Петра, але на літургіях вони використовували єпископську митру замість Triregnum. Папа римський Бенедикт XVI замінив тіару митрою на своєму особистому гербі, але не на гербі Святого Престолу або держави-міста Ватикан.
Інша відома частину Папських регалій — Кільце рибалки — золоте (позолочене) кільце, прикрашене зображенням Святого Петра в човні який закидує невід, та з ім'ям правлячого Папи Римського навколо цього зображення. Кільце рибалки було вперше згадано в 1265 в листі папи римського Климента IV його племіннику, в ньому він згадує, що римські папи звикли до запечатування громадських документів з свинцевим доданими «буллами», а приватні листи з «печаткою Рибалки» (до XV століття, Кільце рибалки використовувалась, щоб запечатати Папські Бреве). Кільце Рибалки насаджено на палець новообраного Папи Римського Деканом Колегії кардиналів Святої Римської Церкви; по смерті Папи Римського, кардинал-Камерленг має завдання формально знищувати і розбивати Кільце рибалки молотком, відображаючи в символічній формі кінець влади останнього Папи Римського.
Сучасні римські папи вживають при богослужінні не звичайний пастирський жезл (посох з загнутим, на зразок стародавніх пастуших палок, кінцем), а Папський Хрест. Це палиця з розп'яттям на вершині. Використання папського хреста — давня традиція, встановлена до XIII століття, хоча деякі римські папи з тих пір, особливо папа римський Лев XIII, використовували і єпископський посох.
Одним з найвражаючих (і тепер залишених в минулому) атрибутів Папства була Sedia gestatoria, носилки з кріслом або троном, які несли дванадцять ліврейний лакеїв (palafrenieri) в червоних лівреях. Sedia Gestatoria супроводжувалося двома слугами, що несуть флабеллуми, великі церемоніальні віяла, зроблені з білого страусиного пір'я, які також мали практичне значення для обдування Папи Римського, з огляду на високу температуру Риму в літні місяці, довжину папських церемоній, важкі папські шати і того факту, що більшість римських пап були людьми похилого віку. Sedia Gestatoria використовувався для урочистого входу Папи Римського до церкви або зал і для відправлення літургійних святкувань — типу папської меси та для папських аудієнцій. Використання Sedia Gestatoria було припинено на практиці Папою Римським Іваном Павлом II.

## Звичайне папське вбрання

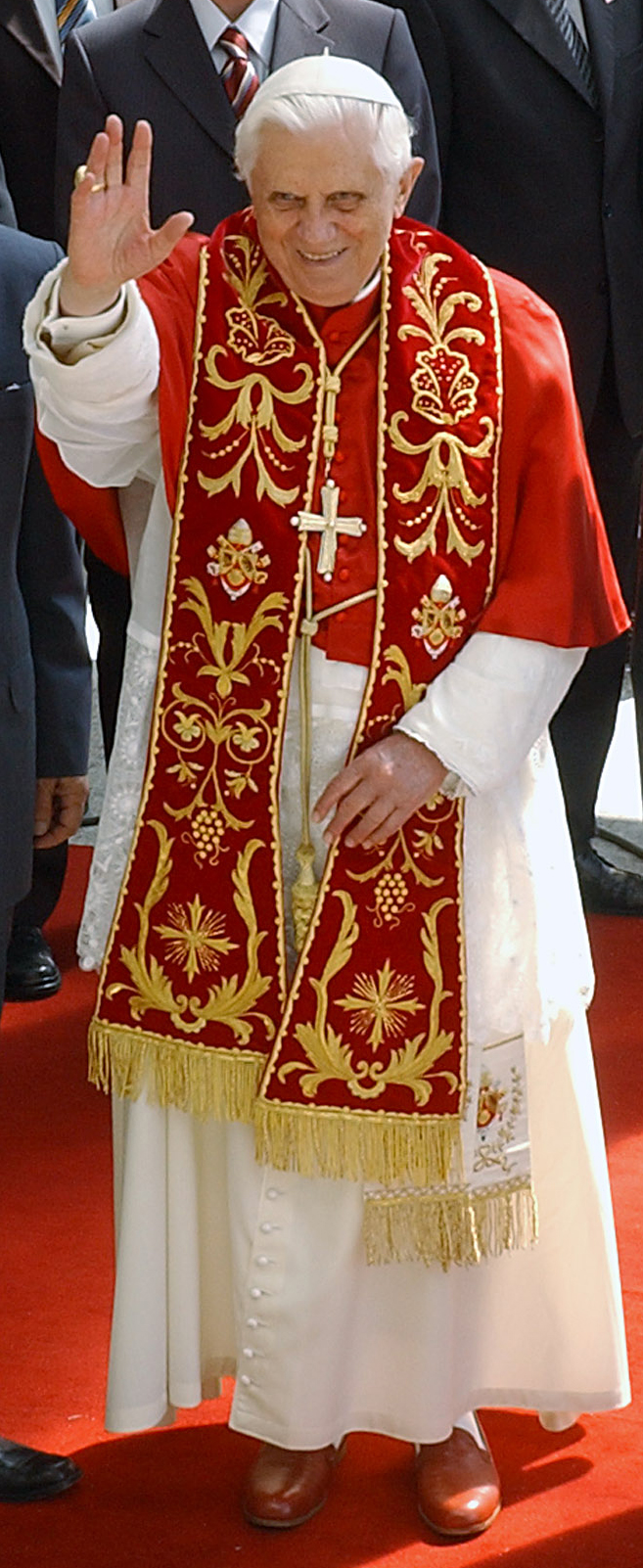

Звичайне папське вбрання, що носиться для щоденного використання поза літургійних функцій, складається з білої дзімарри (ряса з накидкою і відлогою, прикріпленою до неї) оперезаної білим поясом (часто з папським гербом, вишитим на ньому), нагрудного хреста, підвішеного на золотому шнурі, червоних папських черевик, і білої дзуккетто. У формальніших випадках, папа римський носить червону накидку з відлогою, подібну до феррайоули якщо б не її золоте оздоблення. По черзі, він може носити червону накидку з відлогою, або накидку з відлогою, що прикріплена до неї. На відкритому повітрі, папа римський може носити Капелло Романо, широкополий капелюх, що використовується всіма ступенями духовенства. У той час як більшість решти духовенства носить чорний Капелло романо, папа римський зазвичай носить червоний верхній одяг (хоча він може бути також і білим).